# Paddington Distortion Combo
Paddington Distortion Combo, även Paddington DC, är ett svenskt band som spelar elektronisk musik. Bandet består av flera medlemmar men kallas ofta ett soloprojekt då låtskrivaren Calle Olsson, känd från The Bear Quartet och Paper, oftast framträder ensam på scen.
Även om bandet gett ut egentryckta skivor tidigare var 2005 års The Sun Is Down And The Sky Is Grey det första officiella släppet. Skivan nominerades till P3 Guld-galan i kategorin "bästa pop" 2006.

## Diskografi

### Album
- 2002 – Songs In D-Struction
- 2003 – Hoppfull Musik För Hopplösa Människor
- 2003 – Please Don't Confront Me With My Failures, I Have Not Forgotten Them
- 2005 – The Sun Is Down And The Sky Is Grey[5]
- 2008 – Från Hat Till Handling
- 2008 – Love Is Leukemia
- 2009 – No Drums No Fire No Flags
- 2011 – United
- 2012 – Unit[6]
- 2012 – Unite
- 2016 – A collection (samlingsalbum)[7]